# ロサル
チベットの正月としても知られるロサル（ロサール、ロサー、ラサルとも、チベット語: ལོ་གསར་、ワイリー方式：lo-gsar、「新年」）は、チベット仏教の祭りである。チベット以外の地域（ブータン、ネパール、インドほか）でも祝われるが、実際の日付は地域や伝統によって異なる。ロサルは、太陰太陽暦であるチベット暦における元日、グレゴリオ暦の2月ないし3月に当たる時期に祝われる。2020年には、2月24日から26日にかけて催された。なお、この年はチベット暦において「鉄の男の鼠年」である。
ネパールにおいてこの行事はロチャル（Lhochhar）と呼ばれ、チベットよりも8週間ほど前に祝われる。

## 歴史

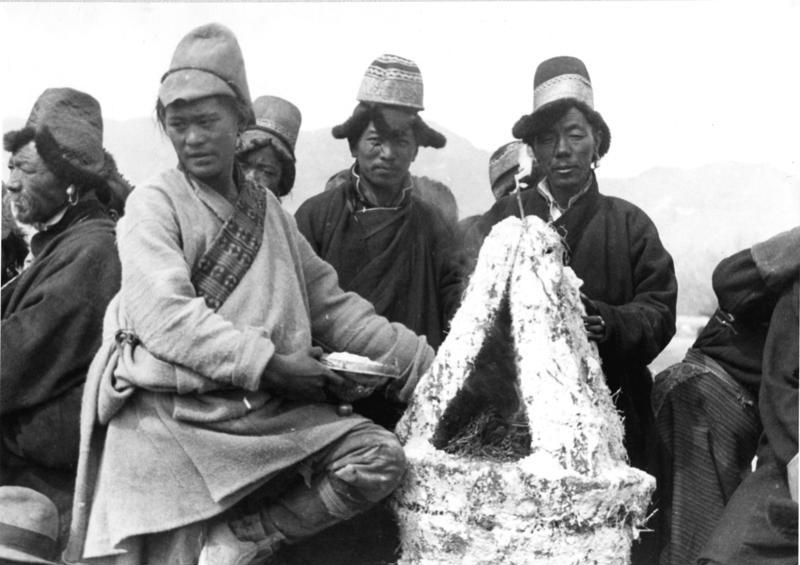
ロサル祭、ラサにて　1938年

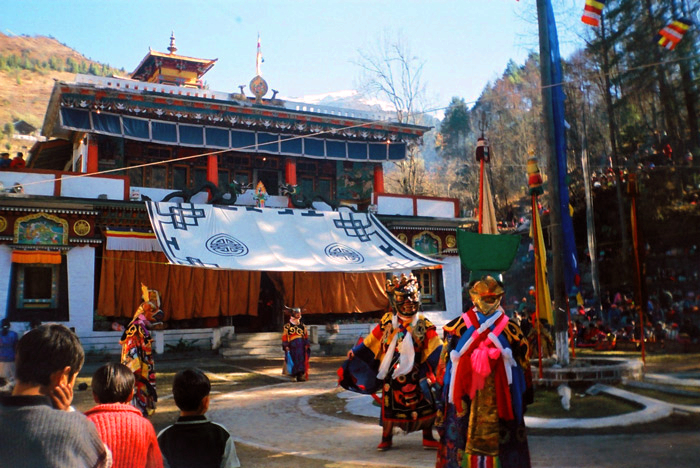
ロサルにチャム舞踊を踊る人々。シッキム州、ラチュン。

成立は仏教のチベットへの伝来以前に遡り、ボン教の習俗である、冬に香を焚く儀式に由来するとされる。ヤルルン王朝の伝説上の人物にして九代目の王、プデ・グンギャル(317年-398年?)の治世のこと、この香を焚く儀式と収穫祭が習合してロサルになった、と伝えられている。
ダライ・ラマ14世は、ロサルの挙行にあたってネチュンの神託官（クテン）に相談することの重要性について、次のように語っている。
ボン教のラマ、テンジン・ワンギャルは、チベット文化におけるロサルを、五大元素やナーガとの関わりのなかで捉えたうえで、次のように語っている。

## 儀式
ロサルは15日間にわたって催されるが、最初の3日間が主たる祭日である。初日には、チャンからつくられたチャンコルと呼ばれる汁物が作られる。二日目はケサル王（ギャルポ・ロサル）として知られる。ロサルは伝統的に、ヴァジュラキラヤを祀る5日間の儀式に引き続いて祝われる。ウイグル人が採ったキタイ・ウイグル暦を、モンゴル人やチベット人を採用したことで、ロサルは中国の春節やモンゴルのツァガーンサルと同日または近い日付で祝われるようになったが、この祝日はチベット独自のものであり、成立はインドや中国からチベットへ影響が及ぼされる以前の歴史に遡る。
ネパールのヒマラヤ山脈地帯に住むシェルパ族も、チベットの人々と同様、ロサルを祝う。1950年の中国によるチベット併合以前、ロサルは、ナムギャル寺での朝の修正会によって幕を上げた。護法善神のパルデン・ラモの法要であるこの儀式は、ダライ・ラマと高位のラマたちによって執り行われ、チベットの高官も参列した。ダライ・ラマ14世のインド亡命後、チベットの僧院は破壊され、僧侶たちも多くが投獄された。以降、同国においてチベット仏教の儀式を大々的に執り行うことは難しくなった。
ロサルはラダックの文化でもあり、インド北部のラダックでも仏教徒によって祝われる。

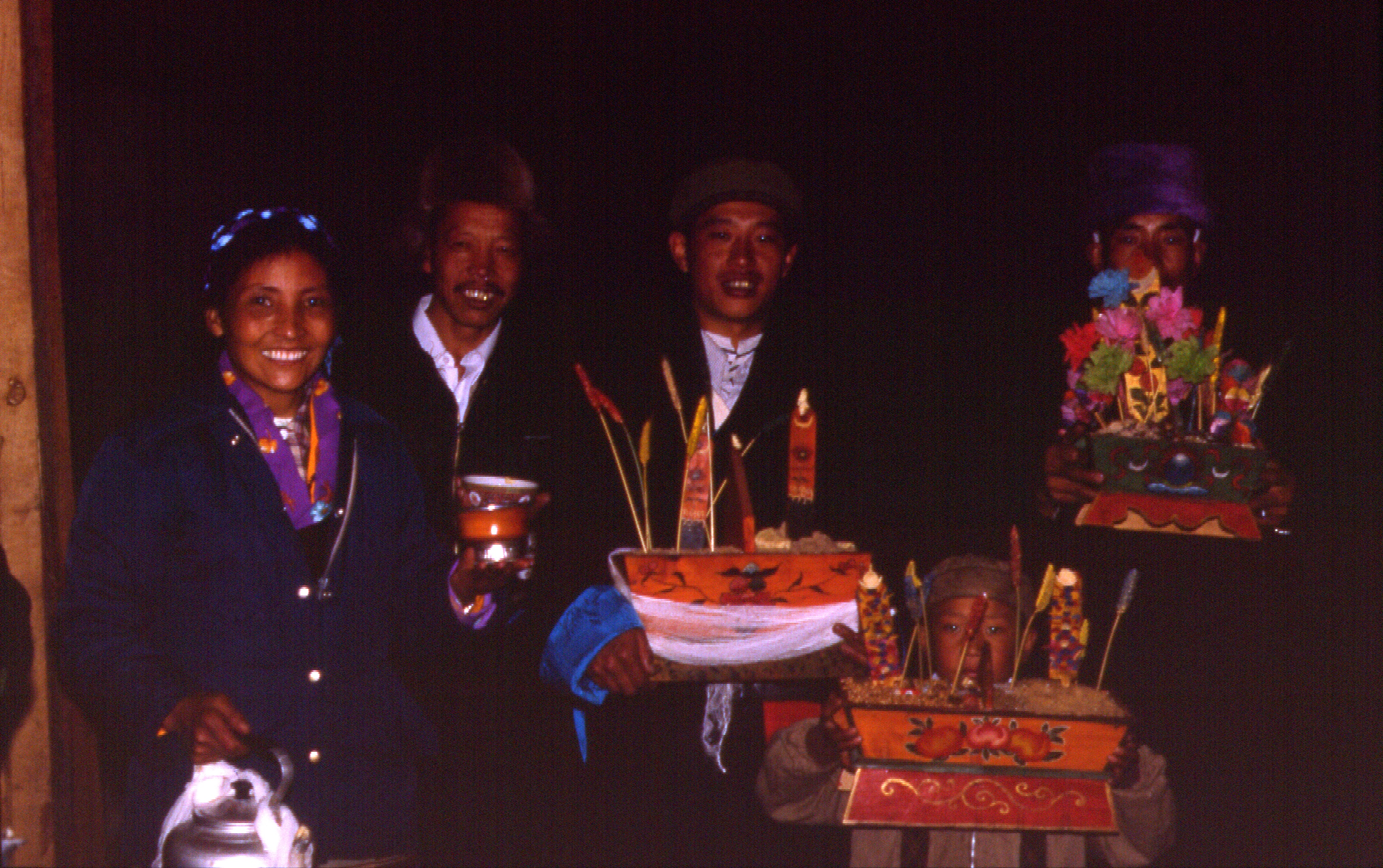
ロサルを祝うチベット、チャムドの人々。シェマルと呼ばれるバケツを抱えている。　1985年

チベットでは、この祝日に関連する、種々の慣習が見られる：
ロサルを迎える数日前から、人々の家では準備のために徹底的な大掃除が行われる。家々は香しい花で荘厳され、壁には縁起の良いシンボルである太陽や月、卍が小麦粉で描かれる。ヒマラヤスギ、ツツジ、セイヨウネズの枝が、香木として焚くために準備される。借金は清算され、諍いは収められ、新しい衣服が準備され、カプセのような、特別な食べ物が作られる。温められたチャン（大麦のビールである）が飲まれる。チベット語では「羊頭」と「年初」の音が似ることから、色付きのヤクバターから作った羊の頭を模した彫刻が飾られる。また、五穀豊穣を象徴する伝統的な飾りとして、「シェマル」（五穀バケツ）がある。これは、バケツの中を二分する木の仕切り板を備えている。バケツはツァンパとオオムギの種で満たされたうえで、オオムギの穂と色付きのヤクバターで飾り付けされる。
ブータンにおいてもロサルは祝われるが、その祝い方はチベットとは異なっている。ブータンにおけるロサルが今日行われているような形になったのは、1637年のことである。初代シャブドゥン、ガワン・ナムゲルがプナカ・ゾンの竣工式と就任式を執り行った際に「国中のブータン人が、それぞれの地域から農産物を持ち寄った。現在においても、この習わしは、ロサルのあいだに食べられる食材の多様さにその姿を留めている」具体的には、縁起の良い食物とされるサトウキビや青バナナを含め、伝統的な料理が食される。ブータンでは伝統的に、ピクニックや踊り、歌、ダーツ、弓矢による射的（ブータンにおけるアーチェリー参照）、供養が行われる。

## 期間
チベットの暦法は太陰太陽暦である。ロサルは、チベット暦の朔望月の一日から三日にかけて催される。
| グレゴリオ暦の年 | ラプジュン（60年で一巡） | チベット暦の年 | ロサルの日程 | 十干（五行と性別）と十二支 |
| ---------------- | ------------------------ | -------------- | ------------ | -------------------------- |
| 2008             | 第17ラブジュンの22年     | 2135           | 2月7日       | 地の男の鼠                 |
| 2009             | 第17ラブジュンの23年     | 2136           | 2月25日      | 地の女の牛                 |
| 2010             | 第17ラブジュンの24年     | 2137           | 2月14日      | 鉄の男の虎                 |
| 2011             | 第17ラブジュンの25年     | 2138           | 3月5日       | 鉄の女の兎                 |
| 2012             | 第17ラブジュンの26年     | 2139           | 2月22日      | 水の男の龍                 |
| 2013             | 第17ラブジュンの27年     | 2140           | 2月11日      | 水の女の蛇                 |
| 2014             | 第17ラブジュンの28年     | 2141           | 3月2日       | 木の男の馬                 |
| 2015             | 第17ラブジュンの29年     | 2142           | 2月18/19日   | 木の女の羊                 |
| 2016             | 第17ラブジュンの30年     | 2143           | 2月9日       | 火の男の猿                 |
| 2017             | 第17ラブジュンの31年     | 2144           | 2月27日      | 火の女の鶏                 |
| 2018             | 第17ラブジュンの32年     | 2145           | 2月16日      | 地の男の犬                 |
| 2019             | 第17ラブジュンの33年     | 2146           | 2月5日       | 地の女の豚                 |
| 2020             | 第17ラブジュンの34年     | 2147           | 2月24日      | 鉄の男の鼠                 |
| 2021             | 第17ラブジュンの35年     | 2148           | 2月14日      | 地の女の牛                 |
| 2022             | 第17ラブジュンの36年     | 2149           | 3月3日       | 水の男の虎                 |
| 2023             | 第17ラブジュンの37年     | 2150           | 2月20日      | 水の女の兎                 |

## ギャラリー

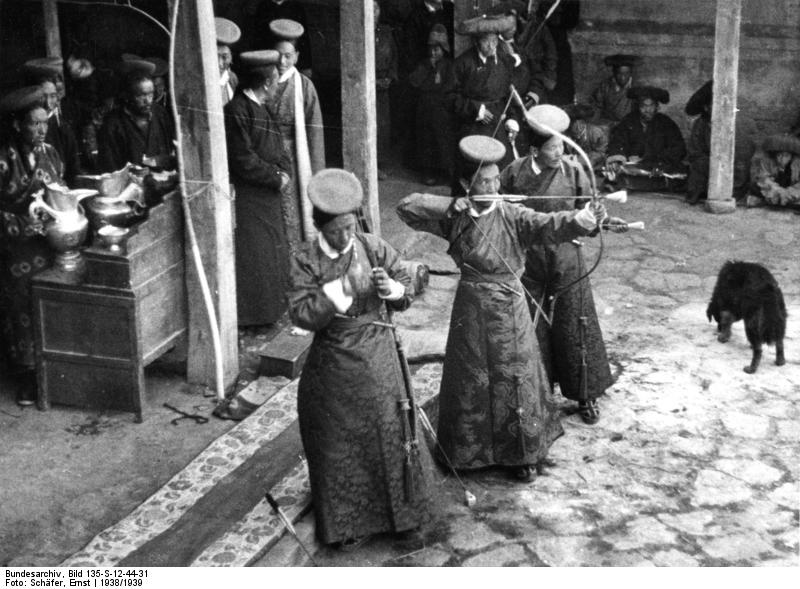
ロサルにアーチェリーをする女性たち。1939年のドイツによるチベット遠征（英語版）の際に、エルンスト・シェーファー（英語版）によって撮影された。　ラサ　1938年
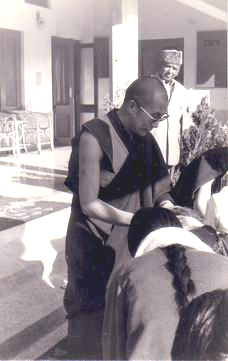
ロサルに臨むダライ・ラマ14世。　ダラムサラ　1980年
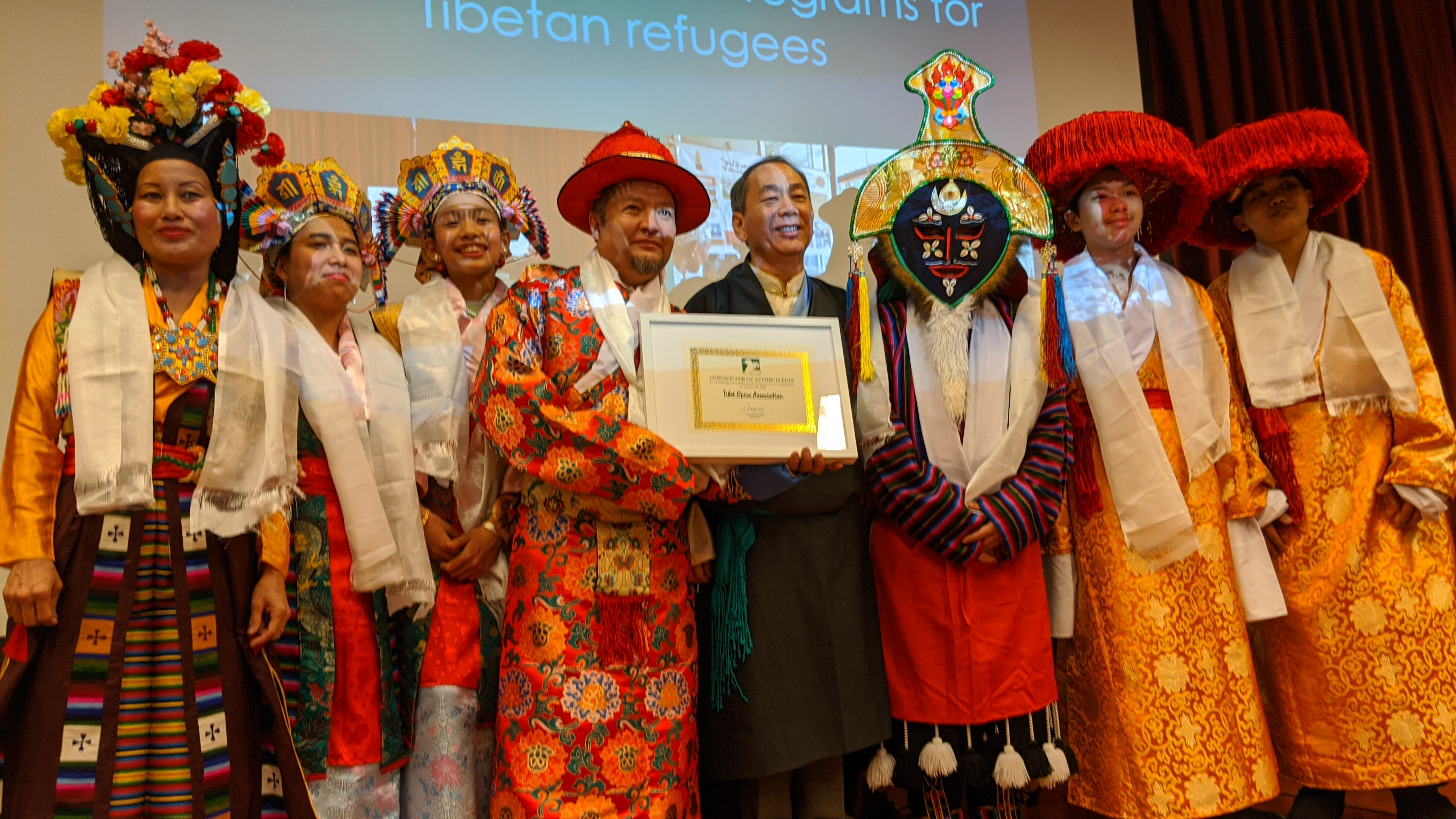
ロサルを祝う亡命チベット人らとロブサン・ニャンダク（英語版）。　ニューヨーク　2020年
- ロサルを祝う、武漢市のチベット族の学生たち。　2021年